# H. G. Wells
Herbert George Wells (21 tháng 9 năm 1866 – 13 tháng 8 năm 1946) là một nhà văn người Anh. Là một nhà văn xuất sắc trong nhiều thể loại, ông đã viết hơn năm mươi cuốn tiểu thuyết và hàng tá truyện ngắn. Các tác phẩm phi hư cấu của ông chủ yếu là về bình luận xã hội, chính trị, lịch sử, khoa học phổ thông, châm biếm, tự truyện. Wells giờ đây được biết đến với các tiểu thuyết khoa học viễn tưởng và được gọi là "cha đẻ của khoa học viễn tưởng."
Không chỉ là một nhà văn nổi tiếng, khi còn sống, ông còn được biết đến là một nhà phê bình xã hội có tầm nhìn xa, thậm chí là tiên đoán chính xác tương lai đã cống hiến tài viết văn của mình cho sự phát triển của tầm nhìn tiến bộ trên khắp thế giới. Là một nhà tương lai học, ông đã viễn một vài tác phẩm utopia và tiên đoán về sự ra đời của máy bay, xe tăng, du hành vũ trụ, vũ khí hạt nhân, truyền hình vệ tinh và một thứ gì đó giống như World Wide Web. Các tác phẩm khoa học viễn tưởng của ông chủ yếu là về du hành thời gian, người ngoài hành tinh xâm lược, tàng hình, và kỹ thuật sinh học. Brian Aldiss gọi Wells là "Shakespeare của khoa học viễn tưởng", trong khi Charles Fort gọi ông là "tài năng hoang dại".
Các tác phẩm khoa học viễn tưởng đáng chú ý nhất của ông bao gồm cuốn tiểu thuyết đầu tay Cỗ máy thời gian (1895), Hòn đảo của Tiến sĩ Moreau (1896), Người vô hình (1897), Chiến tranh giữa các thế giới (1898), tác phẩm khoa học viễn tưởng quân sự Chiến tranh trên không (1907), và tác phẩm phản địa đàng Người ngủ thức đậy (1910). Ngoài ra còn có các cuốn tiểu thuyết hiện thực xã hội như Kipps (1905) và Cuộc đời Ông Polly (1910) mô tả về cuộc sống của tầng lớp hạ trung lưu ở Anh. Wells được đề cử cho Giải Nobel Văn học bốn lần.

## Cuộc đời

### Đầu đời
Herbert George Wells sinh tại Atlas House, 162 High Street ở Bromley, Kent vào ngày 21 tháng 9 năm 1866. Được gọi là "Bertie" trong gia đình, ông là con thứ tư và cuối cùng của Joseph Wells (một thợ làm vườn, và lúc khác đã làm nhân viên bán hàng và vận động viên chơi cricket chuyên nghiệp) và Sarah Neal (một người hầu). Một khoản tiền thừa kế đã cho phép gia đình Wells có được một cửa hàng tạp hóa, trong đó họ bán hàng hóa Trung Quốc và đồ thể thao, mặc dù nó không thành công: kho hàng trở nên cũ và mòn, vị trí cửa hàng cũng không thuận lợi. Joseph Wells kiếm được một khoản thu nhập ít ỏi, nhưng thu nhập đến từ cửa hàng khá thấp và ông nhận được một số tiền không ổn định từ việc chơi cricket chuyên nghiệp cho đội tuyển hạt Kent.
Một biến cố quan trọng trong cuộc đời của cậu bé Wells là khi một tai nạn vào năm 1874 khiến ông nằm liệt giường vì gãy chân. Để giết thời gian thì ông bắt đầu đọc sách từ thư viện địa phương được mang đến bởi cha. Ông sớm trở nên rất tận tâm với những thế giới và cuộc đời trong những cuốn sách; và chúng cũng khơi dậy khát khao viết lách của ông. Sau đó, ông vào học Học viện Thương Mại Thomas Morley, một trường tư thục thành lập năm 1849 sau khi trường Morley trước đó phá sản. Wells tiếp tục theo học tại đây cho tới năm 1880. Vào năm 1877, cha ông, Joseph Wells bị gãy xương đùi. Tai nạn này đã đặt dấu chấm hết cho sự nghiệp cricket của Joseph, và thu nhập từ cửa hàng không đủ đề bù đắp cho nguồn thu nhập chính đã mất của gia đình.

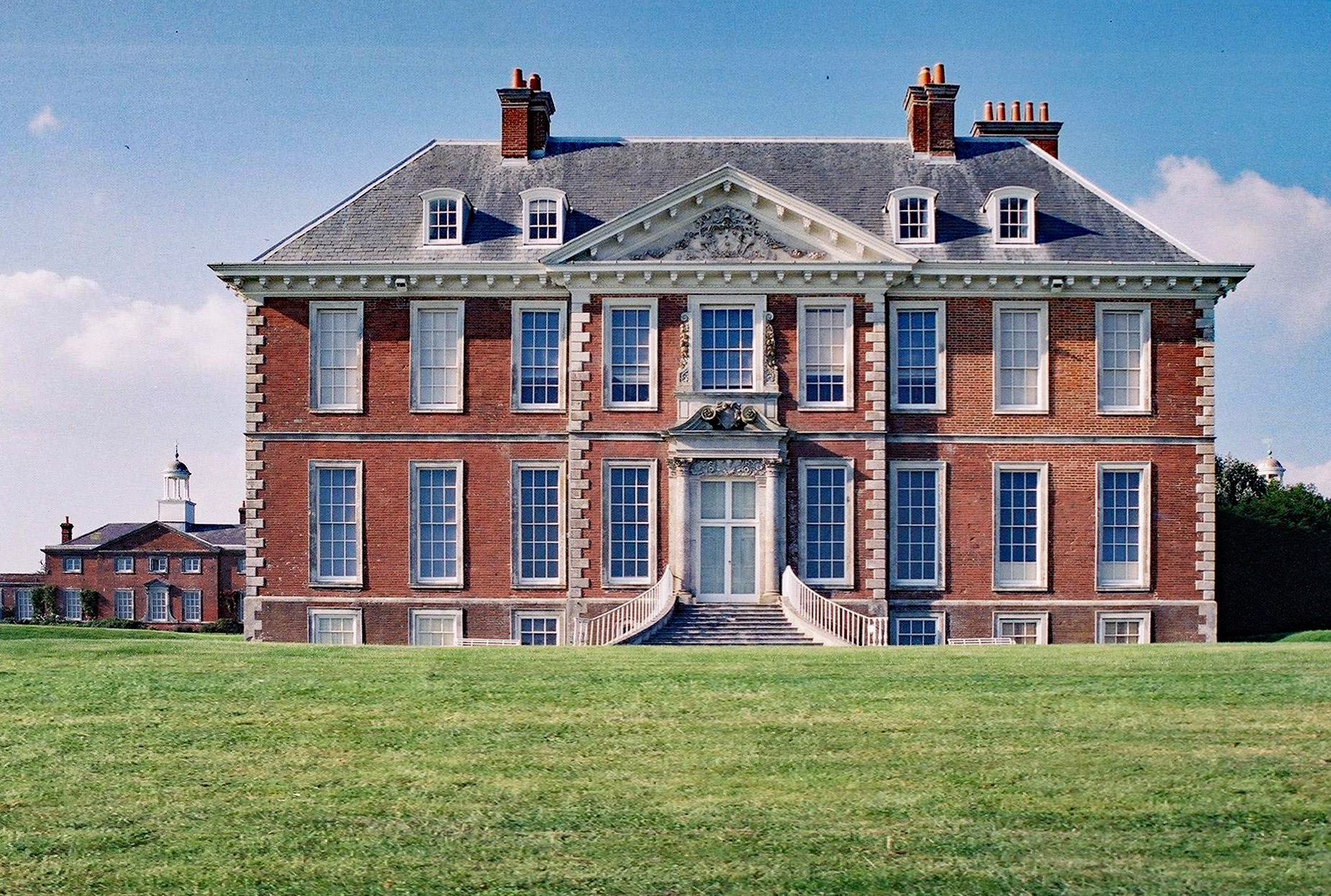
Wells đã trải qua mùa đông năm 1887–88 dưỡng bệnh tại Uppark, nơi mẹ ông, Sarah, là quản gia.

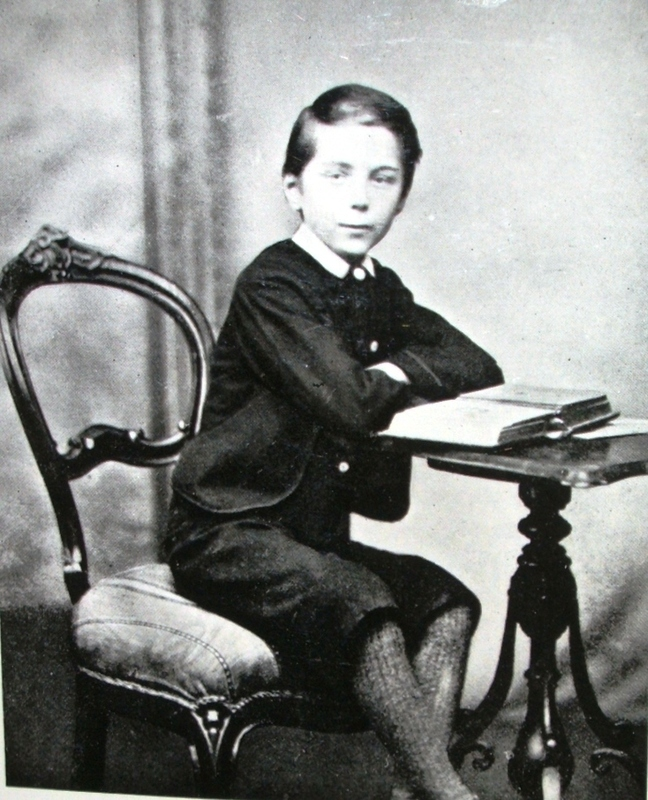
Wells thời trẻ, hay còn được gọi là "Bertie", k. thập niên 1870

Rồi gia đình tìm cách cho con trai học nghề ở nhiều công việc khác nhau. Từ năm 1880 tới năm 1883, Wells đã có một khoảng thời gian học nghề bán vải không mấy vui vẻ tại Hyde's Drapery Emporium ở Southsea. Những trải nghiệm tại đay, nơi ông làm việc 13 tiếng một ngày và ngủ tại ký túc xá với những thợ học việc khác sau này là nguồn cảm hứng cho các tiểu thuyết Những bánh xe cơ hội, Cuộc đời Ông Polly, và Kipps. Các tác phẩm này mô tả về cuộc sống của những thợ học việc bán vải và nhận xét về sự phân chia của cải trong xã hội.:2
Cha mẹ của Wells có một cuộc hôn nhân hỗn loạn, vì mẹ ông là một người Kháng Cách còn cha ông lại có tư tưởng tự do. Khi mẹ ông lại làm hầu gái (tại Uppark ở Sussex) thì điều kiện làm việc khiến bà không sống chung với chồng và con. Vậy nên, bà và Joseph sống tách biệt với nhau, dù họ không ly hôn và vẫn tin tưởng nhau. Vì vậy, vấn đề cá nhân của Herbert trầm trọng hơn và thất bại với nghề bán vải, sau này là trợ lý nhà hóa học. Tuy nhiên, Uppark có một thư viện nơi ông dành nhiều thời gian trong đó, đọc những tác phẩm kinh điển, bao gồm Cộng hòa của Plato, Utopia của Thomas More, và tác phẩm của Daniel Defoe.

### Qua đời

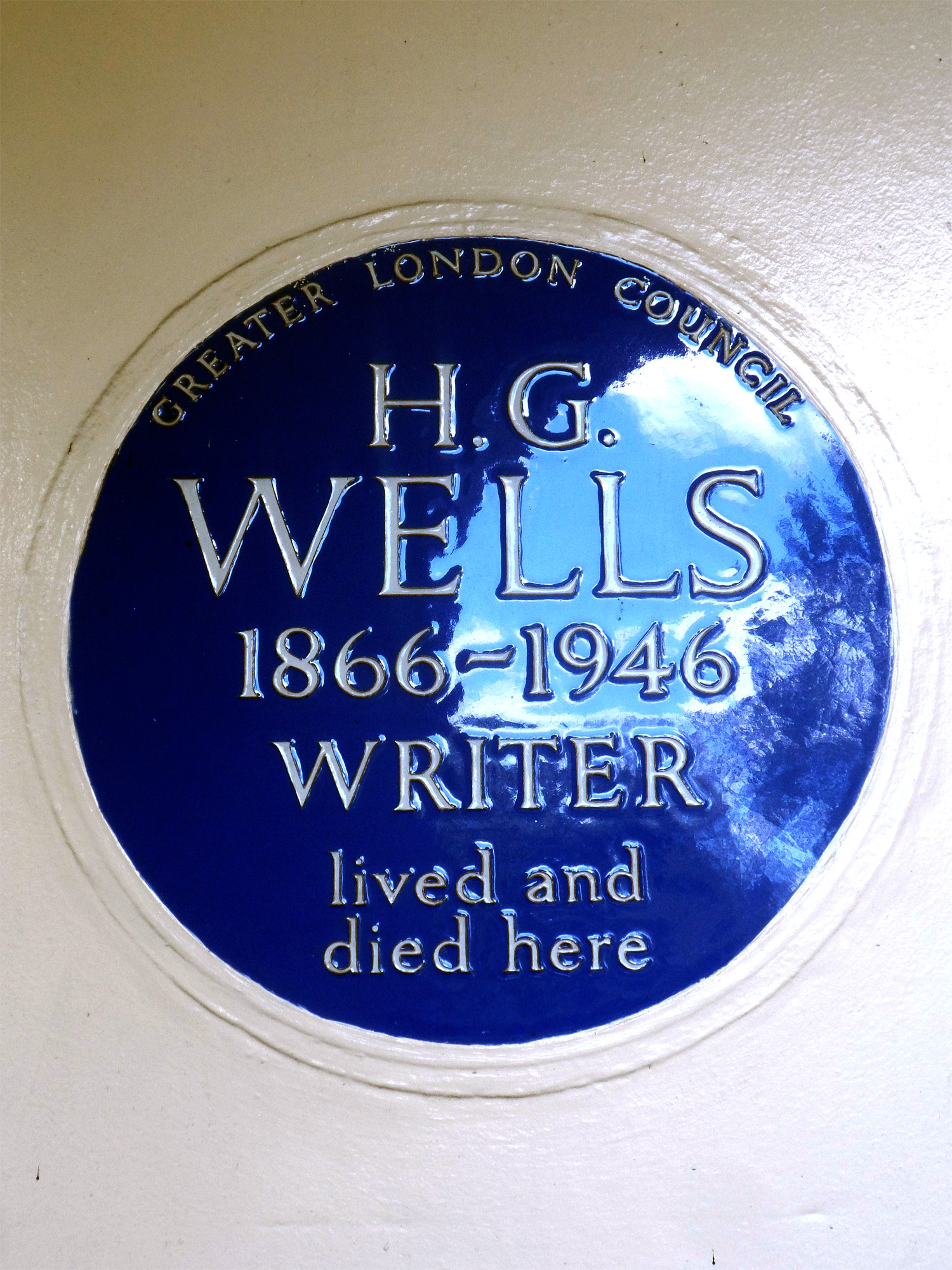
Tấm bảng kỷ niệm xanh tại căn nhà của Wells ở Công viên Regent, Luân Đôn

Wells qua đời vào ngày 13 tháng 8 năm 1946 ở tuổi 79 tại nhà ở 13 Hanover Terrace, nhìn ra Công viên Regent, Luân Đôn. Trong lời tựa ấn bản năm 1941 của tác phẩm Chiến tranh trên không, Wells nói rằng văn bia của ông nên là: "Tôi đã bảo các người rồi mà. Lũ ngốc chết tiệt". Thi thể của Wells được hỏa táng tại Lò hỏa táng Golders Green vào ngày 16 tháng 8 năm 1946; tro cốt của ông sau đó được rải xuống Eo biển Manche ở Old Harry Rocks, điểm cực đông của Bờ biển kỷ Jura và cách Swanage ở Dorset khoảng 3.5 dặm (5.6 km).
Một bảng kỷ niệm xanh vinh danh ông đã được gắn tại nhà ông ở Công viên Regent vào năm 1966 bởi Hội đồng Đại Luân Đôn.

## Danh mục tác phẩm
- Xin xem Danh mục đầy đủ ở đây.

## Các bản dịch tiếng Việt
- The Time Machine:
  - Máy thời gian, Lưu Bằng dịch, Song ngữ Anh Việt, Sài Gòn, 1972.
  - Máy khám phá thời gian, Tuyết Sinh dịch, Saigon: Sinh xuất bản, 1974.
  - Máy thời gian, Đắc Lê dịch, Hà Nội: Nhà xuất bản Khoa học và Kỹ thuật, 1987; (tái bản: Hà Nội: Nhà xuất bản Thanh niên, 2000).
  - Phi thuyền thời gian, Đào Quốc Tuấn dịch, TP.HCM: Nhà xuất bản Trẻ, 1998.
  - Cỗ máy thời gian, Như Hà dịch, Nhà xuất bản Hà Nội và Công ty cổ phần Sách Tao Đàn, 2017.
  - Cỗ máy thời gian, Nguyễn Thành Nhân dịch, Nhà xuất bản Văn học và Công ty cổ phần Văn hóa Đông A, 2018
- The Invisible Man: 
  - Người vô hình, Nguyễn Như Mai và Lê Tiến phỏng dịch, Hà Nội: Nhà xuất bản Kim Đồng, 1985.
  - Người vô hình, Lê Đình Chi dịch, Hà Nội: Nhà xuất bản Văn học và Công ty cổ phần Sách Tao Đàn, 2016.
  - Người vô hình, Nguyễn Minh dịch, Nhà xuất bản Văn học và Công ty cổ phần Văn hóa Đông A, 2018.
- The War of the Worlds:
  - Chiến tranh giữa các thế giới, Phạm Văn dịch, Nhà xuất bản Lao động và Công ty cổ phần Văn hóa và Truyền thông Nhã Nam, 2015.
  - Chiến tranh giữa các hành tinh, Nguyễn Minh dịch, Nhà xuất bản Văn học và Công ty cổ phần Văn hóa Đông A, 2018.
- The First Men in the Moon:
  - Tiên phong lên Mặt Trăng, Nguyễn Thành Long dịch, Nhà xuất bản Văn học và Công ty TNHH Sách Bookism, 2016.
- The Island of Doctor Moreau:
  - Hòn đảo của bác sĩ Moreau, Nguyễn Thành Long dịch, Nhà xuất bản Văn học và Công ty TNHH Sách Bookism, 2017.
  - Hòn đảo của tiến sĩ Moreau, Nguyễn Thành Nhân dịch, Nhà xuất bản Văn học và Công ty cổ phần Văn hóa Đông A, 2018.